# Garelli-Mini-Mokick / Minibat
Das Garelli-Mini-Mokick, in anderen Ländern unter dem Namen Garelli Minibat vertrieben, ist ein kompaktes Mokick des italienischen Herstellers Garelli, das von 1969 bis 1973 produziert wurde. 

## Geschichte
Das Fahrzeug basiert auf dem ursprünglich für den US-amerikanischen Markt entwickelten Modell Broncco, das auf Anregung des Importeurs Engine Specialties (Cornwells Heights, Pennsylvania) von Garelli gefertigt wurde. Da die Rechte an der Marke „Bronco“ bei Ford lagen, wurde das Modell unter dem Namen „Broncco“ vertrieben. Nur die Broncco-Modelle der Jahre 1969 und 1970 (z. B. TC-4, TS-4, BC-4) hatten tatsächlich Garelli-Motoren. 
Ab 1969 wurde das Mokick als eigenständiges Modell in Italien produziert. Den Import für den deutschsprachigen Raum übernahm Hinterberger (Wien); in Deutschland vertrieb Neckermann Versand das Garelli-Mini-Mokick.

## Technik
Das Mokick hatte einen neuentwickelten 49-cm³-Zweitaktmotor aus der sogenannten „G“-Motorenfamilie. Seine Bauweise zeichnete sich durch geradlinigere Kühlrippen am Zylinder und Zylinderkopf aus und ersetzte frühere runde Formen der Typen 351/353/354/357. Die Motoren trugen keine Modellbezeichnungen mehr und werden heute rückwirkend als G-Serie bezeichnet. 
Der Zylinder und der Zylinderkopf bestanden aus Grauguss. Die Leistung betrug 2,7 PS bei 5500/min, die Kraft wurde über ein Vierganggetriebe mit Fußschaltung und eine Kette übertragen. Ein Dell’Orto SHA 14/14 Vergaser mit Kaltstartautomatik versorgte den Motor mit Kraftstoff (Verbrauch ca. 2 l/100 km).
Die Vorderradfederung bestand aus einer Teleskopgabel, hinten war es eine Schwinge mit zwei Federbeinen. Das Fahrzeug hatte Trommelbremsen an beiden Achsen. Das Leergewicht betrug 52 kg; der Tank fasste 7,4 Liter.

## Motordaten
- Typ: Garelli Einzylinder-Zweitaktmotor mit Kickstarter
- Hubraum: 49 cm³
- Bohrung × Hub: 40 mm × 39 mm
- Verdichtung: 1 : 10,8
- Zündzeitpunkt: 23° v. o. T. oder 1,9 mm
- Schmierung: Gemisch 20 : 1
- Getriebeschmierung: Motoröl SAE 30 (im Winter SAE 20), ca. 500 cm³
- Leistung: 2,7 PS bei 5500/min
- Kupplung: Mehrscheiben-Ölbadkupplung
- Vergaser: Dell’Orto SHA 14/14 mit Choke, Düse 56
- Antrieb: Kette 1/2 × 3/16″, 108 Glieder inkl. Kettenschloss

## Fahrwerk und Maße
- Rahmen: Doppelschleifenrohrrahmen
- Radstand: 1030 mm
- Breite: 750 mm
- Länge: 1490 mm
- Höhe: 1050 mm
- Vorderrad: 3 × 10″
- Hinterrad: 3 × 10″ verstärkt
- Reifendruck: vorn 1,5 atü / hinten 2,8 atü
- Federung vorn: Teleskopgabel
- Federung hinten: Schwinge mit Federbeinen
- Bremsen: Trommelbremsen (vorn Handbremse, hinten Fußbremse)

## Elektrische Anlage
- Zündung: Schwungmagnetzündung 6 V 18 W
- Scheinwerfer: 6 V/15 W
- Rücklicht: 6 V 2 W oder 3 W
- Zündkerze: BOSCH W 225 (kurzes Gewinde, 14 × 1,25, 12,7 mm)

- Kraftstoffverbrauch: ca. 2 l/100 km
- Zulässige Höchstgeschwindigkeit: 40 km/h

## Varianten
Neben dem Standardmodell gab es die Variante „Mini-Cross 40“ bzw. „Minibat Cross“ mit grobstolligen Reifen und geänderter Federung.

## Besonderheiten
Das Mokick war auch für den einfachen Transport im Pkw geeignet. Der Lenker konnte mit wenigen Handgriffen mit einem Inbusschlüssel umgeklappt werden, sodass das Fahrzeug bequem in einen Kombi passte. Auch die vorderen Fußrasten waren einklappbar. Diese Eigenschaften machten das Mokick zu einem beliebten Freizeitfahrzeug.

## Nachfolgemodell
Ab 1974 wurde das Mokick vom Modell Garelli Bonanza abgelöst, das ebenfalls im Mokick-Segment angesiedelt war, jedoch technisch und optisch überarbeitet wurde. 